# Bohdanowo (futory w sielsowiecie Kurzeniec)
Bohdanowo (biał. Багданава, ros. Богданово) – dawne futory. Tereny, na których były położone leżą obecnie na Białorusi, w obwodzie mińskim, w rejonie wilejskim, w sielsowiecie Kurzeniec.

## Historia
W czasach zaborów dobra w gminie Kurzeniec, w powiecie wilejskim, w guberni wileńskiej Imperium Rosyjskiego. W 1865 roku należały do Świdów.
W latach 1921–1945 folwark a następnie futory leżała w Polsce, w województwie wileńskim, w powiecie wilejskim, w gminie Kurzeniec.
Według Powszechnego Spisu Ludności z 1921 roku zamieszkiwało tu 28 osób, 18 było wyznania rzymskokatolickiego a 10 prawosławnego. Jednocześnie 23 mieszkańców zadeklarowało polską, 4 białoruską a 1 rosyjską przynależność narodową. Było tu 5 budynków mieszkalnych. W 1931 w 14 domach zamieszkiwało 71 osób.
Wierni należeli do parafii rzymskokatolickiej i prawosławnej w Kurzeńcu. Miejscowość podlegała pod Sąd Grodzki w Wilejce i Okręgowy w Wilnie; właściwy urząd pocztowy mieścił się w Kurzeńcu.
W wyniku napaści ZSRR na Polskę we wrześniu 1939 miejscowość znalazła się pod okupacją sowiecką. 2 listopada została włączona do Białoruskiej SRR. Od czerwca 1941 roku pod okupacją niemiecką. W 1944 miejscowość została ponownie zajęta przez wojska sowieckie i włączona do Białoruskiej SRR.